# Wörth, Oberbayern
Wörth är en kommun och ort i Landkreis Erding i Regierungsbezirk Oberbayern i förbundslandet Bayern i Tyskland. Kommunen ingår i förvaltningsgemenskapen Hörlkofen tillsammans med kommunen Walpertskirchen.